# 高橋啓恵
高橋 啓恵（たかはし けい、7月21日 - ）は、日本のなぞなぞ作家。島根県出身、東京都在住。

## 来歴・人物
高校卒業後に上京し、バスガイドを約7年間勤めた。バスガイドとして様々な世代の客層を相手する中、観光案内だけでは飽きてしまう小さな子供へのレクリエーションの一つとして、行き先に因んだなぞなぞを出していた。当初は既存の本から題材に合うものを探していたが、自身で作った方がいいとオリジナルのなぞなぞを出すようになった。オリジナルのなぞなぞなどのガイド活動は好評を得、日本バス協会より優良バスガイドとして表彰されたこともあった。
ガイド退職後も趣味でなぞなぞを書き溜めていくうちにストックは1000問を超えた。なぞなぞを一冊にまとめて出版することを友人に勧められ、複数の出版社に持ち込みを行い、2018年7月に作家デビューを果たした。その後、多方面からなぞなぞ作成の依頼を受けるようになった。なぞなぞ以外にも、クイズや謎解きの制作も行っている。2021年4月には大創出版より100円ショップ「ダイソー」専売の低価格なぞなぞ本を出版し、2冊計で約20万部のヒットを記録した（原価高騰等の理由で、現在は絶版）。
なぞなぞ作家としての活動を本格化する以前は女優としてドラマやCMなどへの出演歴がある。

## 著書
- たのしくことばが身につく! なぞなぞ1000（2018年7月17日、池田書店、ISBN 978-4262155326） - 監修：深谷圭助
- どろどろ〜ん オバケーヌのなぞなぞ（2024年5月17日、西東社、ISBN 9784791633630）
- 頭がよくなる!! ガールズなぞなぞ（2024年6月19日、ポプラ社、ISBN 978-4591181973） - 監修：成田奈緒子
- 頭がよくなる!! なぞなぞ2000（2024年6月19日、ポプラ社、ISBN 978-4591181973） - こんのゆみ、ベストリンク・児島勇気との共著。監修：成田奈緒子
- 頭がよくなる!! たのしいなぞなぞ1年生（2025年3月5日、ポプラ社、ISBN 978-4591185483） - 監修：成田奈緒子

以下は100円ショップ専売で、一般書店では流通していない。
- だいすき! なぞなぞ（2021年4月20日、大創出版）
- チャレンジ! なぞなぞ（2021年4月20日、大創出版）
- おとなの謎解きBOOK（2024年11月11日、日本パール加工）

著者扱いではないが、なぞなぞ制作を担当した書籍には以下がある。
- こねこのコットン ほんわりなぞなぞ（2020年6月4日、学研プラス、ISBN 978-4052052057） - 著者：カミオジャパン
- ころころコロニャ なぞなぞするにゃ（2020年12月3日、学研プラス、ISBN 978-4052052828） - 著者：サンエックス
- かってに頭がよくなる 毎日なぞなぞようちえん（2023年2月16日、西東社、ISBN 978-4791632169） - 監修：隂山英男
- ちいかわ なぞなぞブック（2023年4月19日、KADOKAWA、ISBN 978-4049148978） - 編集：キャラぱふぇ編集部